# Psaliodes bistrigata
Psaliodes bistrigata är en fjärilsart som beskrevs av Paul Dognin 1906. Psaliodes bistrigata ingår i släktet Psaliodes och familjen mätare. Inga underarter finns listade i Catalogue of Life.